# Landskouter
Landskouter is een dorp in de Belgische provincie Oost-Vlaanderen en een deelgemeente van Oosterzele, het was een zelfstandige gemeente tot de gemeentelijke herindeling van 1977.

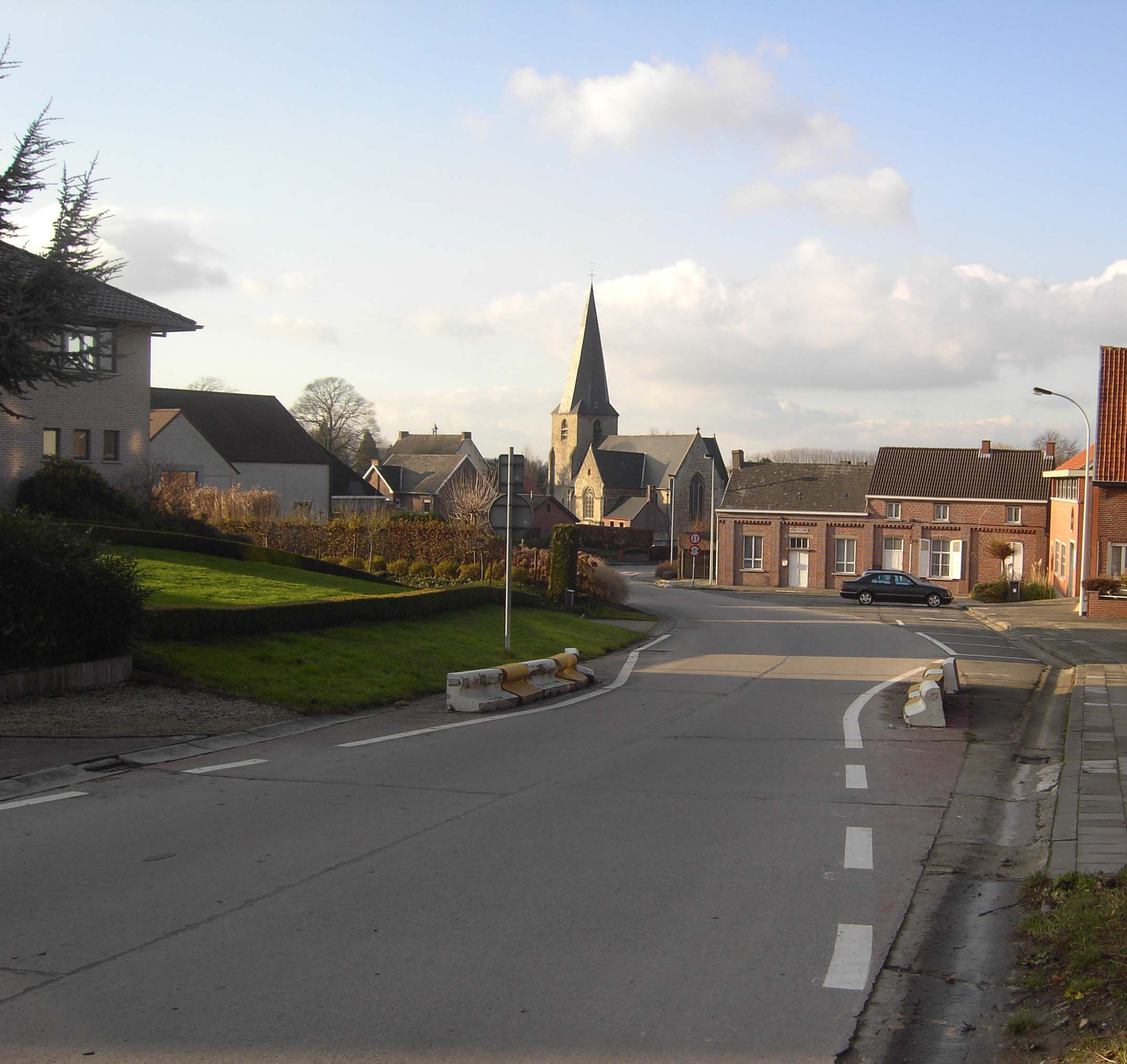
Kerk en oud gemeentehuis van Landskouter.

## Ligging
Landskouter is gelegen op 50° 58′ 00″ Noord en 3° 47′ 30″ Oost, op 11 km in vogelvlucht van het centrum van Gent in zuid / zuidwestelijke richting. Het ligt in het noorden van de gemeente Oosterzele, te midden van de provincie Oost-Vlaanderen. De aanpalende gemeenten zijn Gontrode (Melle), Lemberge (Merelbeke), Moortsele (Oosterzele), Oosterzele zelf en Gijzenzele (Oosterzele).

## Demografische ontwikkeling
- Bronnen:NIS, Opm:1831 tot en met 1970=volkstellingen; 1976 = inwoneraantal op 31 december

## Bezienswaardigheden
- De Sint-Agathakerk, grotendeels uit de 12e eeuw
- Stokerij Van De Velde aan de Geraardsbergsesteenweg.

## Natuur en landschap
Landskouter heeft een zandige en zandlemige bodem.
De 196 ha of 1,96 km² van Landskouter strekken zich uit van de oevers van de Molenbeek of Gondelbeek (12 m boven zeespiegel) tot aan de flanken van de Betsberg (60 m). Er lopen twee belangrijke verkeerslijnen in noord-zuidrichting: de spoorlijn Gent-Zottegem in het westen van Landskouter en de Geraardsbergsesteenweg in het oosten. Van het meest westelijke punt in de Uilhoek tot het meest oostelijke achter de jeneverstokerij meten we 1.950 meter; van het meest zuidelijke punt aan de Boonakker tot het meest noordelijke in het Aalmoeseneibos is de afstand 1.900 meter.
Het Aelmoeseneiebos heeft een oppervlakte van 29 ha.

## Politiek

### (Voormalige) Burgemeesters
In het één-programma Iedereen kiest bracht Steven Van Herreweghe de politieke geschiedenis van Landskouter in kaart. Zo leerde Vlaanderen dat de voormalige gemeente maar liefst vijf generaties lang door dezelfde familie werd bestuurd, namelijk de familie Van de Velde. Tot groot ongenoegen van Jean Van de Velde, fusioneerde Landskouter in 1977 met Oosterzele. Hij was de laatste burgemeester van het dorp.
| Tijdspanne | Tijdspanne  | Burgemeester                    |
| ---------- | ----------- | ------------------------------- |
|            | 1796 - 1815 | Jacobus Franciscus Van de Velde |
|            | 1825 - 1847 | Marcellin Van de Velde          |
|            | 1862 - 1901 | Hippolyte Van de Velde          |
|            | 1901 - 1938 | Arthur Van de Velde             |
|            | 1939 - 1976 | Jean Van de Velde (CVP)         |

## Bekende inwoners
- Gustaaf kardinaal Joos
- Pater Frans Van De Velde, missionaris bij de Eskimo's

## Nabijgelegen kernen
Gijzenzele, Lemberge, Moortsele, Oosterzele